# Ilha Porchat
A Ilha Porchat é um promontório situado no litoral de São Paulo entre as Baias de São Vicente e Santos, e as praias dos Milionários e Itararé. A Ilha é um dos principais pontos turísticos pertencente ao município paulista de São Vicente.
É interligada à ilha de São Vicente por uma ponte, muito embora apesar do nome, a "Ilha" Porchat nunca tenha sido verdadeiramente uma ilha, pois só se separava da ilha principal quando a maré subia, daí a razão da construção de uma ponte. Hoje a "ilha" é interligada à cidade por meio de uma via comum de duas mãos, tendo duas pistas cada uma. A Al Paulo Gonçalves que liga a ilha à Av Ayrton Senna da Silva e à Av Manoel da Nóbrega. Possui restaurantes, hotelaria, residências e clubes de festas.

## História
Deve o seu nome à família Porchat, a qual possuía lá diversas casas de veraneio e um cassino, o qual era frequentado por pessoas de alto padrão, vindas de toda a região. Após o declínio do cassino e do entretenimento que ele proporcionava, a ilha tornou-se mais de residências fixas – e também de espetáculos, com a posterior construção do Ilha Porchat Clube logo na sua entrada. 
Era dotada de uma vegetação tropical, densa e inexpugnável. Devido à sua posição estratégica à entrada da Baía de São Vicente; constituía-se num ponto de referência e marco geográfico que identificava a entrada da vila fundada pelo donatário Martim Afonso.
Muita coisa já foi escrita a seu respeito, existindo versões históricas de que, em época remota, foi adquirida por um colono português sem o dom da palavra, motivo pelo qual passou a chamar-se Ilha do Mudo. Depois do nome primitivo, teve a alcunha de Ilha das Cobras, isso em fins do século XVIII, quando foi vendida a Luiz Antônio de Souza. Logo após a primeira década do século XIX, passou às mãos de outro lusitano, que iniciou a criação de caprinos em suas encostas, levando os habitantes de São Vicente a chamá-la de Ilha das Cabras. 
Em meados de 1800, foi negociada de um religioso para um dos membros da conceituada família Porchat, que lhe passou o sobrenome. Apesar de tornar-se propriedade do cidadão Manuel Augusto de Oliveira Alfaya, em 1887, a denominação de Ilha Porchat foi mantida. 
No início do século XX, é possível que tenha pertencido ao comendador Manuel Alfaya Rodrigues. Finalmente foi alienada ao senhor Francisco Fracaroli Sobrinho em 1937, por um dos herdeiros de Manuel Augusto. Na Ilha funcionaram duas discotecas que fizeram muito sucesso nos anos 80 e 90, sendo elas a Pirata e a Blitz. Algumas bandas de rock nacional que começavam a se popularizar naquela época tocaram nelas.

## Monumento dos 500 Anos
O Memorial dos 500 Anos (também chamado Monumento Niemeyer) é um monumento em forma de arco inaugurado em 2002. Está localizado no topo da ilha Porchat em São Vicente, São Paulo. O monumento é dedicado aos 500 anos do descobrimento do Brasil.